# مير علي بك الأول
مير علي بك بن حسن بك بن جولو بك بن بداغ بك بن مير خان بك بن سليمان بك كان من زعماء اليزيدية، فهو الأمير السابع لشيخان وجميع اليزيديين حتى وفاته. قُتل سنة 1833 في منطقة شلال كلي علي بك في جبال راوندوز، وهذا الشلال يحمل اسمه.
خلفه أخوه مير جاسم بك في زعامة اليزيديين، أما مير حسن بن مير علي فقد خلف عمه مير جاسم.

## سيرته
وُلِد في عائلة مير حسن بك، حاكم الشيخان، التي تقلصت أراضيها في ذلك الوقت ولم تعد تشمل سوى مناطق قليلة يسكنها اليزيديون - من دهوك إلى حرير، ومن الموصل إلى جبل سنجار. وكان مقر إقامة الأمير هو قرية باعذرة.
بعد تولي علي بك زعامة اليزيديين، بدأ في إقامة علاقات وثيقة مع الأمراء الأكراد المجاورين، وأظهر نشاطًا مفرطًا في المنطقة. على الرغم من أن الإمارة الكردية اليزيدية كانت شبه مستقلة، إلا أنها كانت لا تزال تتمتع بعلاقات تابعة مع حاكم العمادية (إمارة بهدينان). أُجبر اليزيديون على أن يكون لهم راعٍ يحميهم من القبائل الكردية المعادية المجاورة، والتي كانت تختبئ وراء الدين، وترتكب مذابح متكررة. كان أمير العمادية يرعى اليزيديين، وكانت علاقاتهم متحالفة، مما ثبط الهجمات على اليزيديين. وهذا على الرغم من أن الإمارات الكردية نفسها كانت تابعة للأتراك وكانت جزءًا الإمبراطورية العثمانية. ظلت الضواحي الشرقية للإمبراطورية العثمانية في حالة من الاضطراب لعدة قرون. وكثيرا ما ثار الحكام الأكراد على السلطان وأعلنوا أنفسهم حكاما مستقلين، وضربوا عملاتهم الخاصة، ولم يأخذوا المركز في الاعتبار. علاوة على ذلك، كان الأمراء الأكراد أنفسهم على خلاف مع بعضهم البعض، وهذا أدى في كثير من الأحيان إلى نزاعات طويلة الأمد بين العشيرة.
وفي بداية القرن التاسع عشر، اندلعت العداوة بين قبيلة مزوري الكردية وأمراء بهدينان، والتي بلغت ذروتها في اشتباك عام 1804. اقتحم ممثلو قبيلة مزوري مدينة العمادية، وأسروا الأمير قباد باشا، وسجنوه مع أخيه، وبعد ذلك نهبوا المدينة وبقوا فيها حتى جاء اليزيديون من قبيلة دنان لنجدتهم بناء على طلب الأمير بهدينان أحمد باشا. وطردت طرد قبيلة مزوري من العمادية.
وفي تلك الفترة، كانت هناك أيضًا علاقات متوترة بين زعيم الألقوشيين قبيلة مزوري، علي آغا البالطي، وأمير اليزيديين، علي بك. حاول حاكم عكا إسماعيل باشا (أيضًا من أمراء بهدينان) وضع حد للصراع بين القبائل والمصالحة بين الجيران. ذهب علي بك إلى علي آغا البالطي للمصالحة وانتظر الزيارة مرة أخرى. أقنع الأمير بهدينان سعيد باشا الزعيم اليزيدي علي بيك بقتل علي آغا البالطي والتخلص منه جميعًا، وأرادوا أن يعينوا مكانه زعيمًا آخر من القبيلة. وتشير بعض المصادر إلى أن أمير بهدينان هدد الأمير اليزيدي بقتل عائلته بأكملها إذا رفض ذلك. وقد أدى تحريض أمير بهدينان وخطأ مير علي بك في وقت لاحق إلى تكبيد اليزيديين خسائر فادحة.
كانت هنالك عداوة قديمة بين أمير اليزيدية علي بك، وبين شيخ قبيلة الألقوشيين علي آغا البالطي، وكان الأمير يتربص الدوائر بغريمه للفتك به، فدعاه ذات يوم إلى داره في قرية باعذرة بحجة أنه يختن ولده في حجره، ليتخذ منه "كريفاً" في حياته. والظاهر أن الشيخ البالطي كان غبياً، أو أنه كان حسن الظن حتى بخصومه، بحيث انطلت عليه الحيلة فلي هذه الدعوة، وبصحبته خمسة من رجال حاشيته، دون أن يفكر في العواقب فما كاد المقام يستقر به في دار الأمير اليزيدي، حتى فاجأه جماعة الأمير، وفي أيديهم سيوفهم البتارة، فقتلوه وثلاثة من أصحابه أحدهم ابنه سنجان آغا، وهم في ضيافة الأمير واستطاع الشخصان الباقيان أن يفلتا من الغدر بأعجوبة. إن هذه الجريمة تتعارض مع شرائع اليزيديين وعاداتهم القبلية، وقد أدانها رجال الدين اليزيديون ورؤساء العشارين. لقد كان هذا الفعل قاتلاً بالنسبة لليزيديين وأصبح سبباً في المذبحة الأكثر فظاعة في تاريخهم.
عز على قبيلة علي آغا البالطي أن يقتل رئيسها على هذه الصورة المفجعة، وبغدر لا تسوغه سن القبائل، ففكرت في الثأر، وكان للقتيل ولد أخ يدعى الملا يحيى المزوري، اشتهر بين قومه بالزهد والتقوى، فاستنجد بأمير العمادية سعيد باشا وشقيقه إسماعيل باشا للثأر لعمه فلم ينجده بل قتلوا ابن الملا يحيى، فاستجار بوالي بغداد فلم يجره، فلم ير بدأ من الالتجاء إلى أمير راوندوز محمد باشا.
إذ الذي بدأ يطلب المساعدة من حاكم رواندوز (إمارة سوران) القوي محمد باشا الرواندزي. في ذلك الوقت أصبح محمد باشا الرواندزي الحاكم الأقوى والأكثر استقلالية في كردستان، وبدأ في سك عملاته الخاصة وأعلن الاستقلال عن الدولة العثمانية. وكان السلطان العثماني منشغلاً في تلك الفترة بثورة محمد علي باشا في إيالة مصر، الذي أعلن الاستقلال عن الدولة العثمانية. وفي هذه الأثناء، كان محمد علي باشا قد ضم بالفعل العديد من الإمارات الكردية المجاورة إلى ممتلكاته، وكان ينوي الاستيلاء على إمارة بهدينان والأراضي اليزيدية. بالإضافة إلى ذلك، كان يحتاج إلى الانتصارات لتعزيز دولته الشابة. في عام 1815، ومن أجل الوصول إلى السلطة، أعدم أقاربه عميه تيمور خان ووهبي بك وأبنائهما، من أجل التخلص من المطالبين بالعرش.
جهز محمد باشا الرواندزي جيشاً عرمرماً قاد زمامه بنفسه للانتقام من أمراء بهدينان وحلفائهم اليزيديين، وانضم موسى بك إلى أمير سوران محمد باشا الرواندزي وثار ضد أخيه الأمير البهديناني سعيد بك. في عام 1832، شن جيش السورانيين الذي يبلغ قوامه 50 ألف جندي هجومًا. حاول الأمير سعيد بك إيقاف قوات محمد باشا الرواندزي فأرسل جيشاً بقيادة يونس آغا وإسماعيل باشا، إلا أن قواتهم كانت ضئيلة فتراجعوا.
واجتاز نهر الزاب الكبير وتحرك نحو الشيخان، فهجم عليهم هجوماً شديداً، وأوقع بهم، وقتل منهم مقتلة عظيمة، وشتت من بقي منهم، فالتجأ قسم منهم إلى الجبال، وطور عابدين. وقد أصدر الملا يحيى فتوى وبارك قتل اليزيديين.
تجمع اليزيديون في فرق وقاوموا قوات أمير سوران، لكن القوات لم تكن متكافئة. هرب اليزيديون. لقد دمرت قوات الأمير سوران كل شيء على طول الطريق، وسبوا النساء والأطفال، وقتل الرجال أو أجبروهم على قبول الإسلام. ودمرت القرى اليزيدية في محيط ألقوش والشيخان ودهوك وبعشيقة وكذلك بحزاني وخاطر وكلك وغيرها. وبحسب عبد الفتاح البوطاني، فقد فقد محمد باشا إحدى عينيه أثناء الاشتباك مع اليزيديين، ولذلك لقب باسم مير كوره، أي "الأمير الأعمى".
توجه اليزيديون الهاربون نحو الموصل، ولم يتمكن اليزيديون الفارون أيضًا من عبور الجسر بسبب فيضانات الربيع التي أزاحت الجسر، فلحقت بهم قوات الأمير الكردي وارتكبت مجزرة. وصلت قوات محمد باشا إلى سنجار ودهوك، فذبحت الناس وهجّرت بعضهم. وعند وصولهم إلى الشيخان، استولوا على معبد لالش ونهبوه. واختبأت مجموعة من النساء اليزيديات مع أطفالهن في كهف تحت المعبد، لكن محاربي الأمير الكردي كانوا يحرسونه. فسمعوا أصواتاً وبكاء أطفال، فلما علموا بالكهف أشعلوا ناراً عند مدخله. والذين كانوا هناك اختنقوا. ولا تزال بقايا الجثث اليزيدية المحاصرة في الكهف موجودة وهي دليل على المذبحة التي نفذها أمير رواندوز.
في عام 1833، أسر الجنود الكرد السورانيون مير علي بيك في لشيخان، وقيدوه واقتادوه إلى محمد باشا الرواندزي. وطالب اليزيديين بالتحول إلى الإسلام، لكن المير علي بيك رفض. أعدم مير علي بيك قرب رواندوز في المنطقة التي تسمى حاليا كلي علي بك. بعد هذه المذبحة، فرّ العديد من اليزيديين إلى أعالي جبال طور عابدين وحكاري، وبعضهم إلى سوريا، وتفرق بعضهم إلى مناطق أخرى. وكان للأمير محمد الرواندزي أهداف أخرى. من ناحية، كان يريد تدمير اليزيديين وتطهير البلاد منهم، ومن ناحية أخرى، كان يريد توسيع ممتلكاته ليصبح الحاكم الوحيد والقوي. وفي العام نفسه، أرسل السلطان العثماني محمود الثاني جيشًا كبيرًا لمعاقبة الأمير الكردي المتمرد، ووضع حد لاستقلاله.
يعد علي بك شخصية مثيرة للجدل إلى حد ما في تاريخ اليزيدي. ويتهم بأن أفعاله كانت سبباً لهذه المذبحة المروعة، لكنه من ناحية أخرى يعد شهيداً عند اليزيديين لم ينكر إيمانه.